# Лінгенау
Лінгенау — містечко та громада округу Брегенц в землі Форарльберг, Австрія. Лінгенау лежить на висоті  685 над рівнем моря і займає площу  6,89 км². Громада налічує 1341 мешканців. Густота населення 195/км².  
Громада лежить в районі, який носить назву Брегенцький ліс. Неподалік розкинулося Боденське озеро. Через містечко протікає річка Брезенцер Ах. Населення Форальбергу розмовляє алеманським діалектом німецької мови, а тому ближче до швейцарців, ніж до населення більшої частини Австрії, яке розмовляє баварсько-австрійським діалектом. Основною індустрією Форальбергу є спортивний туризм, і кожен населений пункт має розвинуту інфраструктуру: транспорт, готелі тощо. 
|                                   |
| Лінгенау на мапі округу та землі. |

```
Адреса управління громади: Hof 258, 6951 Lingenau.
```

## Демографія
Історична динаміка населення міста за даними сайту Statistik Austria

## Галерея

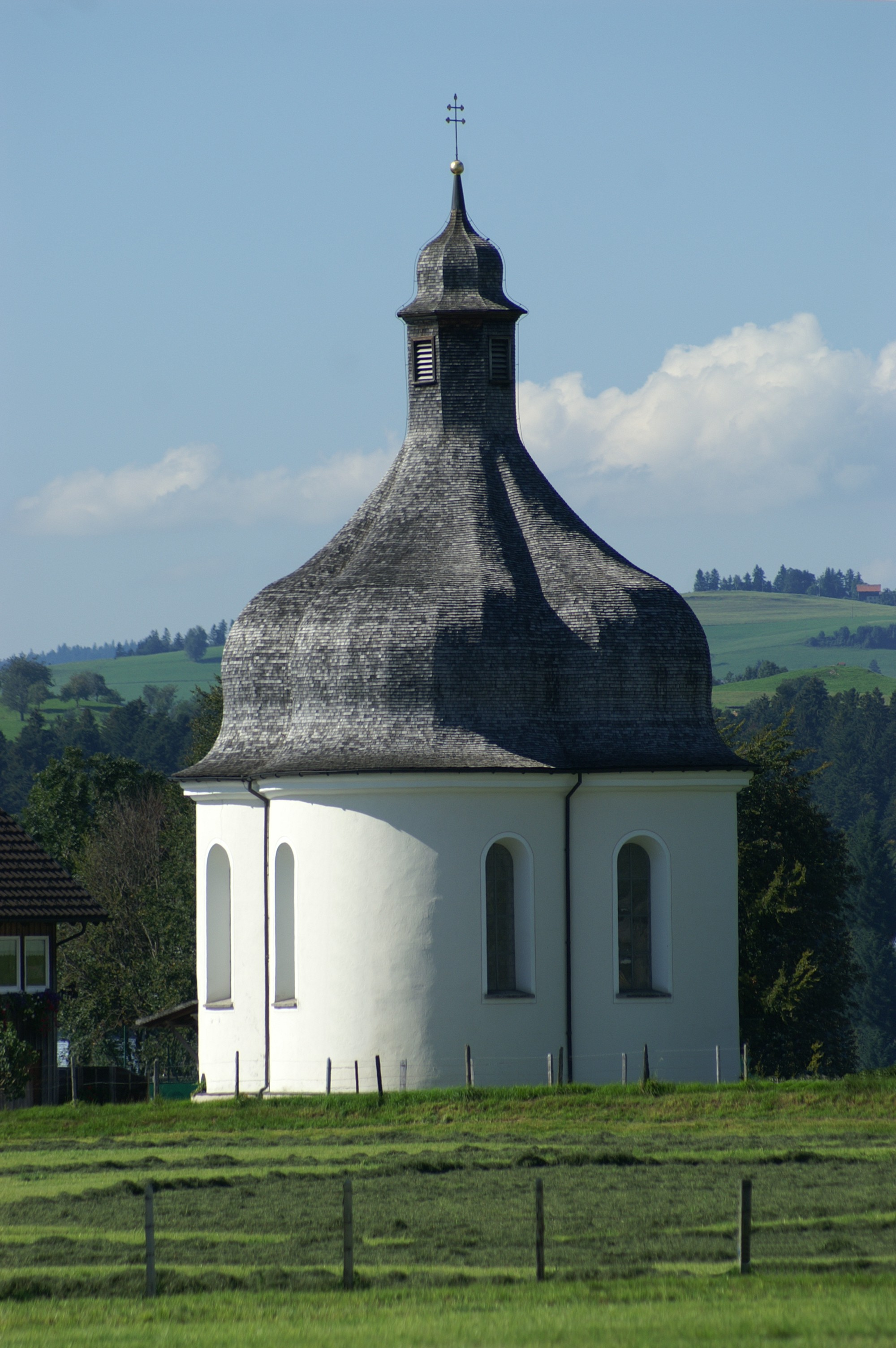
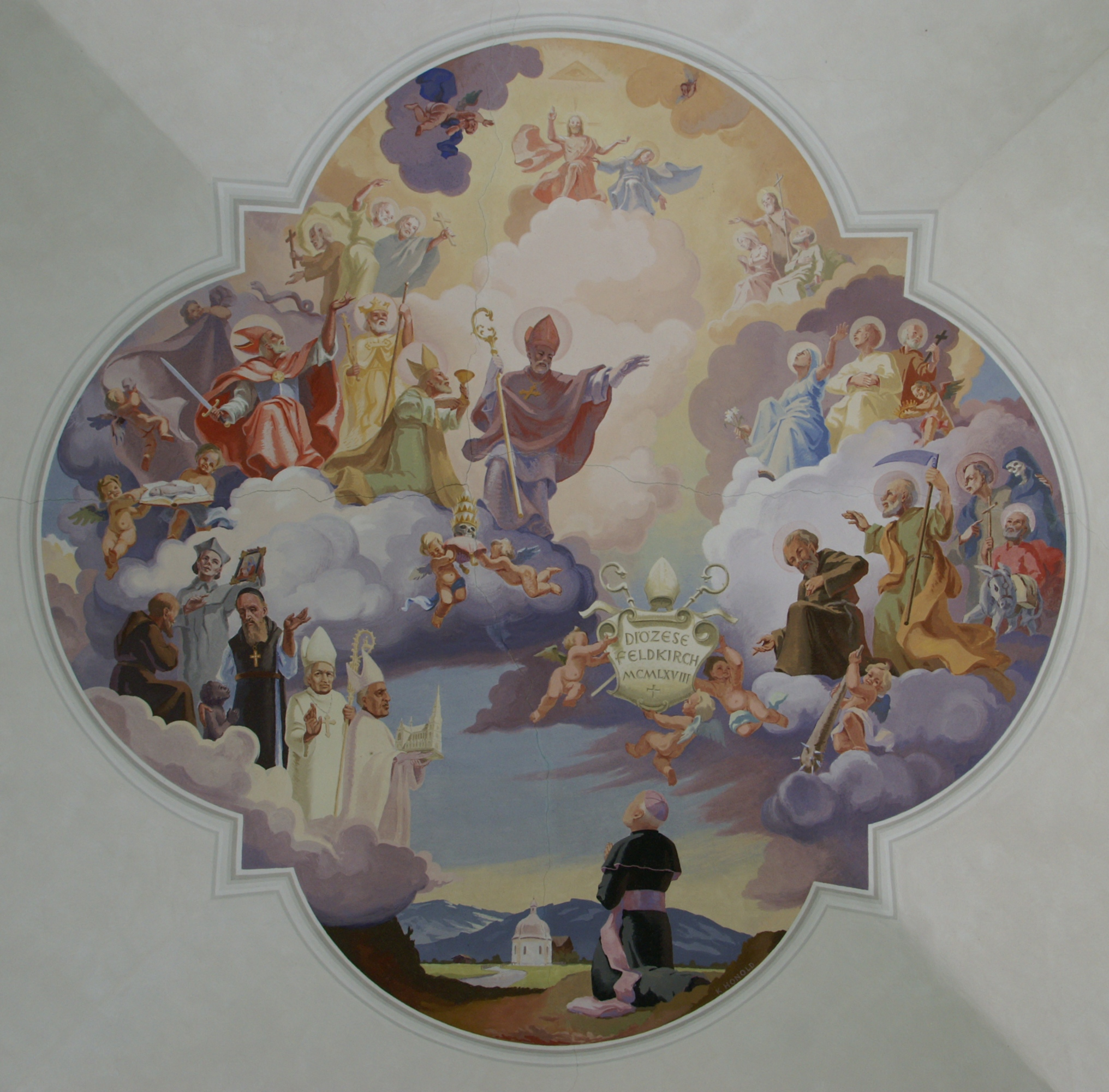
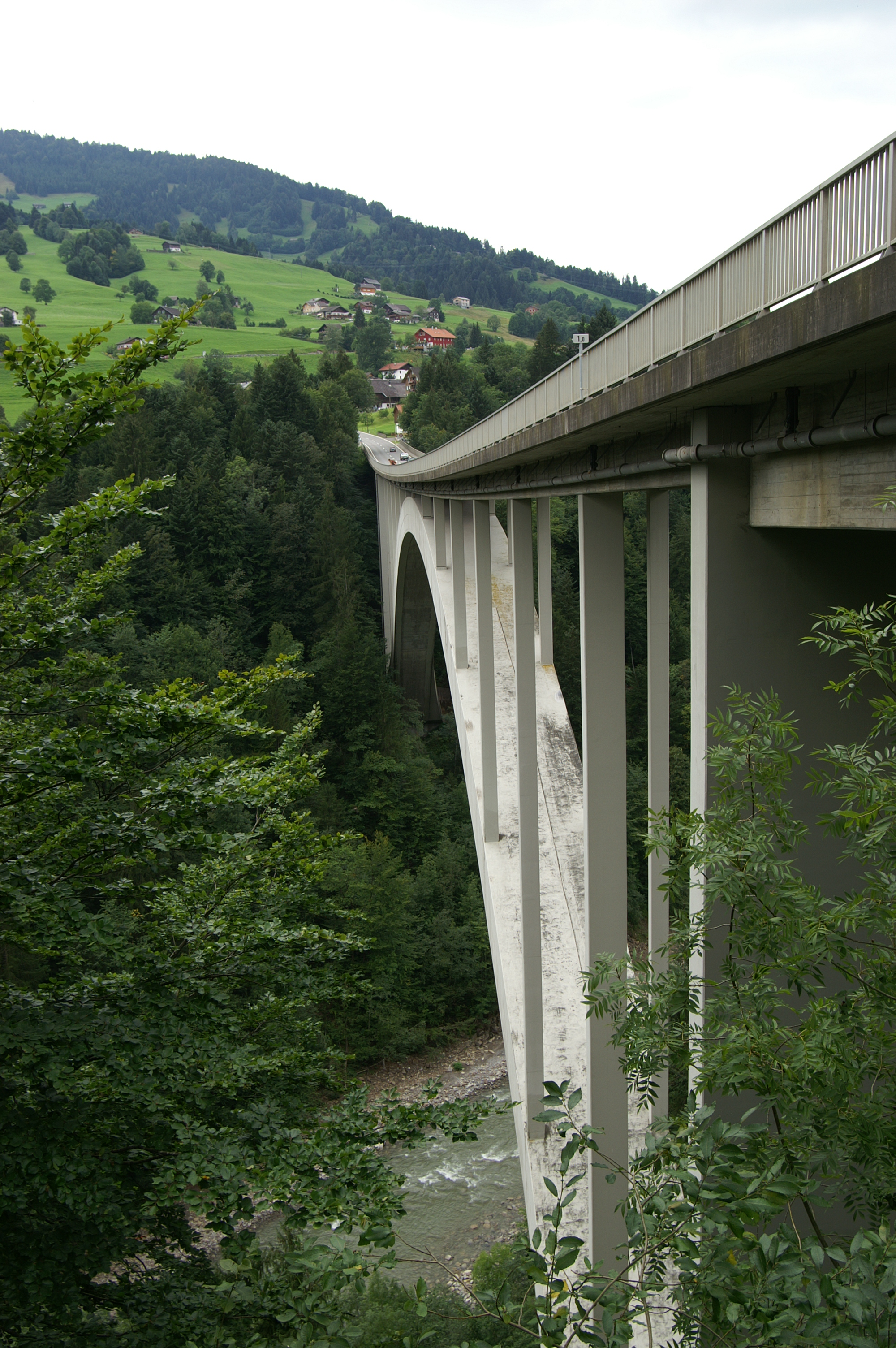
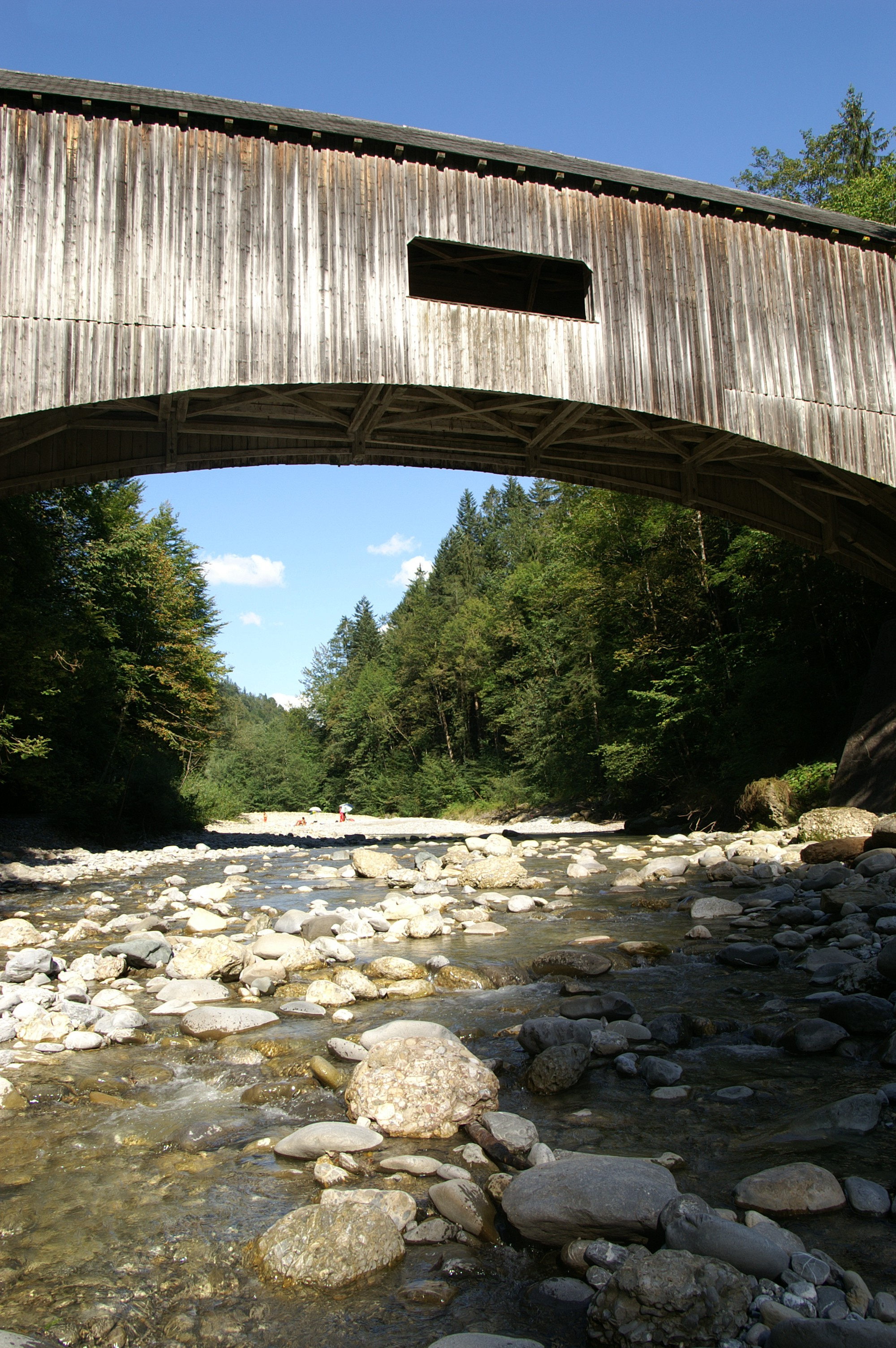
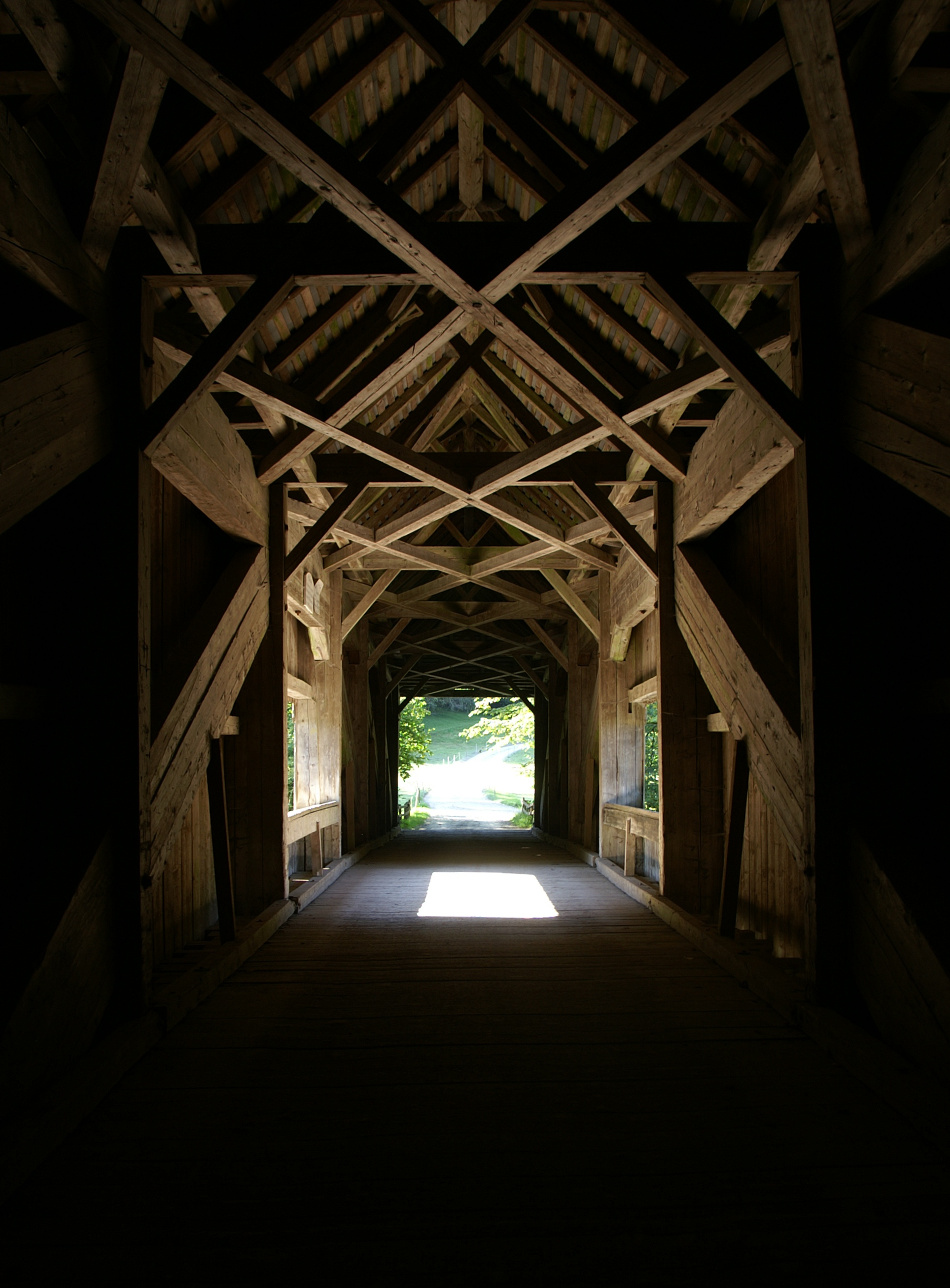
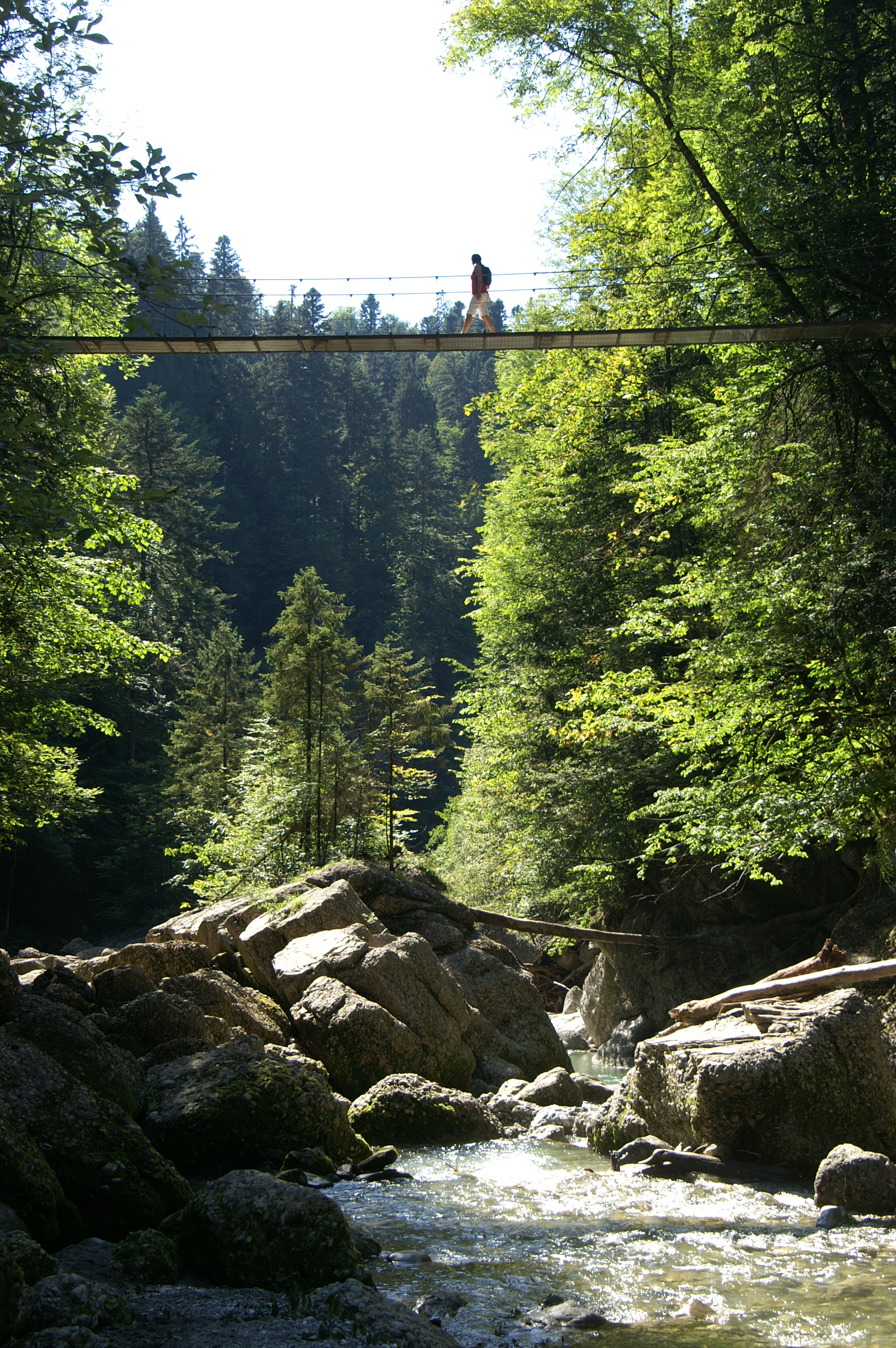